# Ilyas Ansah
Ilyas Ansah (Lüdenscheid, 8 november 2004) is een Duits voetballer die doorgaans als centrumspits speelt. In september 2023 maakte hij zijn debuut in het betaald voetbal namens SC Paderborn 07 in de 2. Bundesliga. Sinds juli 2025 stond hij onder contract bij 1. FC Union Berlin.

## Clubloopbaan

### Jeugd
Ansah begon in januari 2013 met voetballen bij TuRa Eggenscheid. Al snel viel hij op bij SC Lüdenscheid, waar hij zijn jeugdopleiding voortzette. Via VfL Bochum, Eintracht Dortmund en Sportfreunde Siegen belandde hij in de zomer van 2022 bij SC Paderborn. Op 14 augustus 2022 maakte hij zijn debuut in de onder-19, tijdens de openingswedstrijd van het seizoen tegen de leeftijdsgenoten van MSV Duisburg. Hij viel na rust in. Twee weken later, in de derde speelronde, maakte hij zijn eerste doelpunt in deze leeftijdscategorie. In de met 1–4 gewonnen uitwedstrijd tegen Bayer Leverkusen –19 scoorde hij in de 22e minuut de 0–2. Begin april 2023 speelde hij tegen VfL Wolfsburg zijn laatste wedstrijd bij de junioren, waarna hij de overstap maakte naar de senioren. 

### SC Paderborn 07
In de winterstop van het seizoen 2022/23 werd Ansah voor het eerst opgenomen in de selectie van het eerste elftal, toen hij meeging op trainingskamp naar het Spaanse Murcia. Tijdens een oefenwedstrijd tegen FC St. Gallen maakte hij zijn officieuze debuut, maar moest geblesseerd het veld verlaten. Twee maanden later, op 6 april 2023, debuteerde hij in de Oberliga Westfalen voor het tweede elftal van SC Paderborn, in de thuiswedstrijd tegen TuS Erndtebrück. Hij begon in de basis en maakte in de 36e minuut zijn eerste doelpunt bij de senioren. In de resterende wedstrijden van het seizoen bleef hij basisspeler en voegde hij nog vijf doelpunten toe. Hij had daarmee een belangrijk aandeel in de promotie naar de Regionalliga West. Zijn prestaties leverden hem in de zomer van 2023 een eerste profcontract op, waarna hij officieel werd opgenomen in de eerste selectie.
Ansah begon het seizoen 2023/24 in het tweede elftal van SC Paderborn, nadat het hem niet was gelukt een basisplaats bij de hoofdmacht te veroveren. In de eerste twee wedstrijden van het tweede elftal maakte hij indruk door drie keer te scoren: eenmaal in het openingsduel tegen FC Gütersloh en tweemaal een week later tegen het tweede elftal van Fortuna Düsseldorf.  Zijn goede vorm bleef niet onopgemerkt. Op 15 september werd hij voor het eerst opgenomen in de wedstrijdselectie van het eerste elftal, voor de thuiswedstrijd tegen Wehen Wiesbaden. Hij bleef die avond op de bank in de Home Deluxe Arena. Een week later maakte hij zijn competitiedebuut in de uitwedstrijd tegen 1. FC Magdeburg. In de MDCC-Arena kreeg hij van trainer Lukas Kwasniok meteen een basisplaats. Op 9 december, tijdens de 16e speelronde, volgde zijn eerste doelpunt in de 2. Bundesliga: in de met 1–2 gewonnen uitwedstrijd tegen Hamburger SV maakte hij in de 61e minuut de winnende treffer na een voorzet van Florent Muslija. Na zijn sterke optredens kreeg Ansah begin 2024 een verbeterd contract. Hij sloot het seizoen af met veertien basisplaatsen en een zevende plaats op de ranglijst met SC Paderborn. 
Het seizoen 2024/25 betekende de doorbraak van Ansah in het betaald voetbal. Hij kwam in 33 van de 34 competitiewedstrijden in actie en miste alleen de 31e speelronde tegen SV Elversberg vanwege een schorsing. Ansah kende een sterke seizoensstart met drie doelpunten in de eerste zes wedstrijden. Ook SC Paderborn draaide een goed seizoen en deed lange tijd mee in de strijd om promotie naar de Bundesliga. De ploeg eindigde uiteindelijk als vierde. Voor Ansah betekende zijn sterke seizoen alsnog de overstap naar het hoogste niveau: hij maakte in de zomer van 2025 de transfer naar 1. FC Union Berlin.

### 1. FC Union Berlin
In juni 2025 maakte Ansah de overstap naar 1. FC Union Berlin, dat naar verluidt een transfersom van vier miljoen euro betaalde voor de twintigjarige aanvaller. Hij tekende een contract van onbekende duur bij de club uit de Duitse hoofdstad.

## Clubstatistieken
| Seizoen                        | Club               | Competitie         | Competitie | Competitie | Beker | Beker | Internationaal | Internationaal | Overig | Overig | Totaal | Totaal |
| Seizoen                        | Club               | Competitie         | Wed.       | Dlp.       | Wed.  | Dlp.  | Wed.           | Dlp.           | Wed.   | Dlp.   | Wed.   | Dlp.   |
| ------------------------------ | ------------------ | ------------------ | ---------- | ---------- | ----- | ----- | -------------- | -------------- | ------ | ------ | ------ | ------ |
| 2022/23                        | SC Paderborn 07 II | Oberliga Westfalen | 10         | 6          | –     | –     | –              | –              | –      | –      | 10     | 6      |
| 2023/24                        | SC Paderborn 07 II | Regionalliga West  | 14         | 6          | –     | –     | –              | –              | –      | –      | 14     | 6      |
| 2023/24                        | SC Paderborn 07    | 2. Bundesliga      | 24         | 1          | 1     | 0     | –              | –              | –      | –      | 25     | 1      |
| 2024/25                        | SC Paderborn 07    | 2. Bundesliga      | 33         | 6          | 2     | 0     | –              | –              | –      | –      | 35     | 6      |
| 2025/26                        | 1. FC Union Berlin | Bundesliga         | 0          | 0          | 0     | 0     | –              | –              | 0      | 0      | 0      | 0      |
| Carrière totaal                | Carrière totaal    | Carrière totaal    | 81         | 19         | 3     | 0     | 0              | 0              | 0      | 0      | 84     | 19     |
| Bijgewerkt tot 3 augustus 2025 |                    |                    |            |            |       |       |                |                |        |        |        |        |

## Interlandloopbaan
Ansah kwam uit voor Duitsland –20, waarvoor hij in totaal twaalf jeugdinterlands speelde en vijf keer tot scoren kwam. Hij maakte op 17 november 2023 zijn debuut voor deze leeftijdscategorie in een oefeninterland tegen Roemenië.  In het met 0–1 gewonnen uitduel werd hij in de 70e minuut ingebracht voor Armindo Sieb door bondscoach Hannes Wolf. Zijn eerste doelpunt volgde op 5 september 2024, opnieuw in een uitwedstrijd tegen Roemenië. In het met 2–3 gewonnen duel bracht hij Duitsland terug in de wedstrijd met de 2–1 en scoorde later ook de winnende 2–3. Het andere doelpunt kwam op naam van Dženan Pejčinović. Zowel zijn debuut als zijn eerste interlanddoelpunt vonden plaats in het kader van de U20 Elite League, een jaarlijks terugkerend internationaal toernooi voor nationale jeugdteams onder 20 jaar. Ansah speelde in die periode onder meer samen met Justin Diehl, Tom Rothe, Pascal Klemens en Marius Wörl.
| JeugdiInterlands van Ilyas Ansah voor Duitsland () | JeugdiInterlands van Ilyas Ansah voor Duitsland () | JeugdiInterlands van Ilyas Ansah voor Duitsland () | JeugdiInterlands van Ilyas Ansah voor Duitsland () | JeugdiInterlands van Ilyas Ansah voor Duitsland () | JeugdiInterlands van Ilyas Ansah voor Duitsland () |
| №                                                  | Datum                                              | Wedstrijd                                          | Uitslag                                            | Soort Wedstrijd                                    | Doelpunten                                         |
| Als speler bij Duitsland –20                       | Als speler bij Duitsland –20                       | Als speler bij Duitsland –20                       | Als speler bij Duitsland –20                       | Als speler bij Duitsland –20                       | Als speler bij Duitsland –20                       |
| -------------------------------------------------- | -------------------------------------------------- | -------------------------------------------------- | -------------------------------------------------- | -------------------------------------------------- | -------------------------------------------------- |
| 1.                                                 | 17 november 2023                                   | Roemenië – Duitsland                               | 1 – 1                                              | Vriendschappelijk                                  |                                                    |
| 2.                                                 | 20 november 2023                                   | Duitsland – Engeland                               | 2 – 3                                              | Vriendschappelijk                                  |                                                    |
| 3.                                                 | 22 maart 2024                                      | Duitsland – Frankrijk                              | 3 – 1                                              | Vriendschappelijk                                  |                                                    |
| 4.                                                 | 25 maart 2024                                      | Duitsland – Frankrijk                              | 4 – 4                                              | Vriendschappelijk                                  |                                                    |
| 5.                                                 | 5 september 2024                                   | Roemenië – Duitsland                               | 2 – 3                                              | Vriendschappelijk                                  | Goal · Goal                                        |
| 6.                                                 | 10 september 2024                                  | Italië – Duitsland                                 | 0 – 3                                              | Vriendschappelijk                                  |                                                    |
| 7.                                                 | 11 oktober 2024                                    | Duitsland – Polen                                  | 3 – 1                                              | Vriendschappelijk                                  | Goal                                               |
| 8.                                                 | 14 oktober 2024                                    | Duitsland – Ghana                                  | 5 – 0                                              | Vriendschappelijk                                  | Goal · Goal                                        |
| 9.                                                 | 15 november 2024                                   | Engeland – Duitsland                               | 4 – 0                                              | Vriendschappelijk                                  |                                                    |
| 10.                                                | 19 november 2024                                   | Turkije – Duitsland                                | 0 – 2                                              | Vriendschappelijk                                  |                                                    |
| 11.                                                | 21 maart 2025                                      | Tsjechië – Duitsland                               | 0 – 1                                              | Vriendschappelijk                                  |                                                    |
| 12.                                                | 24 maart 2025                                      | Portugal – Duitsland                               | 0 – 1                                              | Vriendschappelijk                                  |                                                    |
| Bijgewerkt tot 3 augustus 2025                     |                                                    |                                                    |                                                    |                                                    |                                                    |